# منطقه‌های هنگ کنگ
منطقه‌های هنگ کنگ (به چینی: 香港 地區) هجده منطقه تقسیم سیاسی است که هنگ کنگ از نظر جغرافیایی و اداری به آنها تقسیم شده‌است. هر منطقه دارای یک شورای منطقه‌ای (در گذشته هیئت مدیره منطقه‌ای) است که در سال ۱۹۸۲، یعنی زمانی که هنگ کنگ تحت حاکمیت انگلیس بود ایجاد شدند.
با این حال، موضوعیت این منطقه‌بندی برای ساکنان کم است زیرا خدمات عمومی کمی مطابق با مرزبندی‌های منطقه‌ای کار می‌کنند. پلیس، خدمات آتش‌نشانی، خدمات بهداشتی و بیمارستان و خدمات پستی هر یک محدوده و تقسیمات جغرافیایی ویژه خود را تعریف کرده‌اند. با این وجود ادارات عمده، مانند اداره آموزش و پرورش، اطلاعات خود را بر اساس مناطق ۱۸گانه ارائه می‌دهند.